# Oplopanax horridus
Oplopanax horridus là một loài thực vật có hoa trong Họ Cuồng cuồng. Loài này được (Sm.) Miq. mô tả khoa học đầu tiên năm 1863.